# Desmarestia viridis
Espèce
Desmarestia viridis est une espèce d'algues brunes de la famille des Desmarestiaceae.

## Liste des variétés
Selon Catalogue of Life (31 oct. 2012) :
- variété Desmarestia viridis var. major Postels & Ruprecht

Selon World Register of Marine Species (31 oct. 2012) :
- variété Desmarestia viridis var. major Postels & Ruprecht, 1840